# Nina Myers
Nina Myers er en fiktiv person i tv-action-/ spændingsserien 24 timer, spillet af den amerikanske skuespillerinde Sarah Clarke.
Nina optræder i sæson 1, 2 og 3.
I første sæson var Nina næstkommanderende i Los Angeles Counter Terrorist Unit (CTU).
Nina er egentlig en muldvarp som arbejder for Tyskland, man får ikke videre forklaring i sæson 1. hun dræber Jacks kone Teri Bauer sidst i sæsonen.
I anden sæson får hun tilladelse af præsidenten David Palmer til at dræbe Jack Bauer , men det mislykkedes.
I tredje sæson er hun på auktion hvor hun skal købe et biologisk våben til Stephen Saunders. Hun vinder auktionen men bliver fanget af CTU. Hos CTU's hovedkvarter bliver hun afhørt af hendes tidligere elsker Tony Almeida. Mens en CTU-agent skal til at fylde hende med sandhedsserum, rykker hun tilbage så nålen rammer hendes pulsåre. På lægeklinikken slår hun lægerne ihjel og stikker af efter at de har sat en forbinding på såret. Hun bliver fundet af Kim Bauer som peger på hende med en pistol. Nina siger til Kim at hun skal gå hvis hun gerne vil leve, og løfter sin pistol og skal til at skyde Kim. Inden Nina når at skyde Kim bliver hun selv skudt i skulderen af Jack og falder om på gulvet. Jack siger til Kim at hun skal gå væk og skyder derefter Nina med koldt blod mens hun ligger på gulvet.
Nina tjener ingen specifik sag, men arbejder kun for at tjene penge. Hun hjælper også terrorister med at smugle en atombombe ind i USA.
| 24 Timer | Spire Denne artikel om tv-serien 24 Timer er en spire som bør udbygges. Du er velkommen til at hjælpe Wikipedia ved at udvide den. |